# Łosk

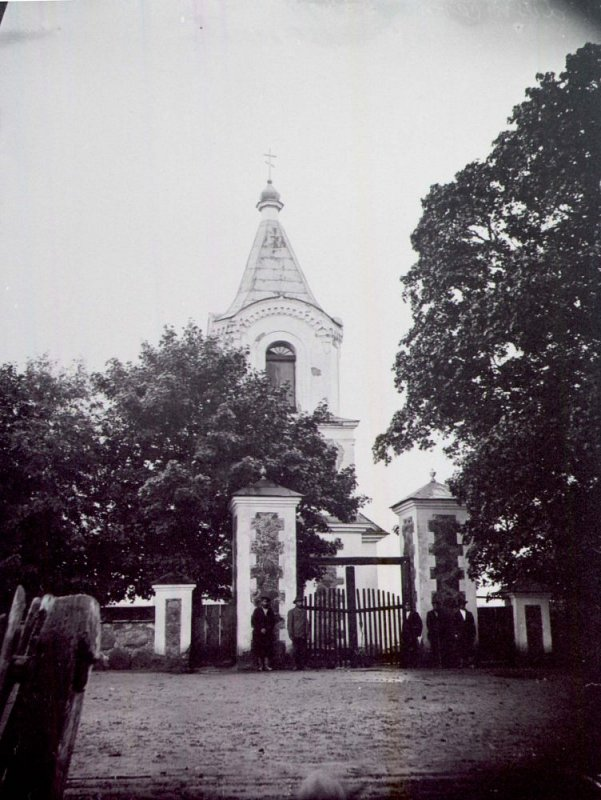
Cerkiew św. Jerzego (1900)

Łosk (biał. Лоск) – wieś na Białorusi, w obwodzie mińskim, rejonie wołożyńskim (północno-zachodni kraniec), w sielsowiecie Horodźki, ok. 18 km na północny zachód od Wołożyna, przy drodze nr H850.
Siedziba parafii prawosławnej pw. św. Jerzego Zwycięzcy.

## Historia
Dawne miasto, które należało do rodziny Kiszków. Łosk był ośrodkiem braci polskich. W 1574 powstała drukarnia, która wydała wiele publikacji braci polskich oraz kalwińskich. Drukarnia istniała do XVI w. Z powodu sprzyjania braciom polskim kalwiński konsystorz pozbawił Szymona Budnego funkcji pastora. Przeniósł się do Łoska, na dwór krajczego litewskiego Jana Kiszki, który sprzyjał arianom. Tu Budny (jako już pastor ariański) otwarcie przedstawił swój program demokratyzacji ustroju państwa i protestował przeciwko karze śmierci. Odrzucał też ideę boskości Jezusa i podkreślał, iż Jezus był tylko doskonałym człowiekiem. Te nowatorskie idee przysporzyły mu wielu wrogów, głównie wśród katolików i prawosławnych, którzy zarzucali mu sympatię dla judaizmu. Także Bracia Polscy potępiali jego najskrajniejsze poglądy; był 2 razy ekskomunikowany (w 1582 i 1584) i z powrotem przyjmowany do zboru, po odwołaniu kontrowersji. W 1574 i 1589 wydał w Łosku m.in.: Nowy Testament, w 1576 O przedniejszych wiary chrystiańskiej artikulech, to jest o Bogu jedynym, o Synu jego i o Duchu św., Przedmowa do Andrzej Frycz Modrzewski O poprawie Rzeczypospolitej, w 1583 O urzędzie miecza używającem.
Cyprian Bazylik przełożył De Republica emendanda (De moribus, De legibus, De bello, De schola i w Łosku w 1577 je pod polskim tytułem O poprawie Rzeczypospolitej: O obyczajach, O statucie, O wojnie, O szkole oraz O poprawie Rzeczypospolitej księgi czwore.
Obronna siedziba znajdowała się w Łosku prawdopodobnie już w XV w. W 1581 tutejszy drewniany zamek spłonął, jednak już wkrótce został odbudowany. Według inwentarza z 1620, otoczony był wałami, piętrową bramę i dwie wieże. Na dziedzińcu stał piętrowy budynek nazwany pałacem, pokryty gontem. W latach 80. XX w. wykopaliskami archeologicznymi w Łosku zajmował się Zianon Pazniak.
W czasie wojny w 1812 wojska francuskie spaliły wioskę. W 1860 wieś zamieszkiwało 506 osób.

## Zabytki
- 15 m kopiec (grodzisko)
- Zniszczony kościół Najświętszego Serca Pana Jezusa z 1930
- Cerkiew św. Jerzego z 1856, parafialna
- Tablica pamiątkowa Szymona Budnego (na terenie szkoły)